# Centre technique du textile
 (juillet 2014).
Si vous disposez d'ouvrages ou d'articles de référence ou si vous connaissez des sites web de qualité traitant du thème abordé ici, merci de compléter l'article en donnant les références utiles à sa vérifiabilité et en les liant à la section « Notes et références ».
Le Centre technique du textile (CETTEX) est un établissement public tunisien d'intérêt économique créé en 1991. Il dépend du ministère de l'Industrie. 

## Missions
Selon son site officiel, « le CETTEX assure un rôle de conseil et d’expertise auprès des industriels du secteur textile et habillement et des pouvoirs publics », qu'il soutient par le biais d'expertises ou d'assistance technique.